# Jeanne Klein
Jeanne Klein, née à Limoges (Haute-Vienne) le 30 juin 1877 où elle est morte le 10 août 1966, est une artiste peintre française.

## Biographie

### Étudiante et professeure enart décoratif
Jeanne Klein, dont les prénoms de naissance sont Marie Emilie, est la fille de François Klein, et de son épouse Léonarde ; son père est militaire, capitaine en retraite à la naissance de Marie Emile ; celle-ci a une sœur ainée, Elisa Madeleine Françoise, née en 1875, à Limoges, qui sera, comme Jeanne, étudiante à l’École nationale des arts décoratifs de Limoges, où elle entre en 1890.
La vie artistique, dans la ville où naît Jeanne Klein, Limoges, est animée par des institutions, dont l’une, très importante, est l’École nationale des arts décoratifs, qui porte ce nom depuis 1881 ; cette école a des liens étroits avec une industrie d’importance majeure à Limoges, celle de la porcelaine, qui a besoin d’une main d’œuvre très bien formée pour les métiers liés à la porcelaine, comme celui de peintre sur porcelaine. Cet établissement, auquel Jeanne Klein est étroitement liée, et qui est souvent appelé l’ENAD de Limoges, a eu des élèves et des professeurs qui ont laissé un nom dans l’histoire de la peinture, comme Auguste Aridas, Charles Bichet, Léon Jouhaud, Pierre Parot, Paul Thomas.
Jeanne Klein est étudiante à l’ENAD de Limoges de 1889 à 1894 ; elle compte, parmi ses professeurs, les artistes peintres Auguste Aridas et Charles Bichet ; elle y étudie le dessin, ainsi que la peinture sur porcelaine. Après sa scolarité à l’ENAD de Limoges, elle entame, à Limoges, une carrière de professeure de dessin ; elle enseigne d’abord à l’École normale de filles ; elle est ensuite professeure à l’ENAD.

### L’artiste peintre
Jeanne Klein, professeure de dessin, mène, en même temps, une carrière d’artiste-peintre ; elle présente ses œuvres lors d’expositions à Limoges et à Paris ; tout au long de sa vie d’artiste, son travail sera influencé par les idées picturales de son ami Charles Bichet. Sa peinture se situe dans le courant postimpressionniste, dont on retrouve la lumière et les couleurs dans ses toiles et ses aquarelles. Jeanne Klein a habité à Limoges toute sa vie, jusqu’à son décès, en 1966.
Le journaliste et écrivain Robert Margerit, né à Brive-la-Gaillarde, s’est exprimé ainsi sur le travail de Jeanne Klein, en 1931 : « Il est permis à beaucoup de faire du dessin et de juxtaposer des couleurs, il est permis à bien peu de réaliser des harmonies, et Jeanne Klein a le bonheur d'être de ces inspirés. Légères ou brutales, âpres ou douces, toutes ses couleurs chantent et n'importe laquelle de ses toiles forme un tout où l'on ne peut rien ajouter ni rien retrancher : c'est là le critérium, et comme, d'autre part, ses aquarelles sont remarquablement dessinées, Jeanne Klein est donc vraiment une belle artiste et une artiste complète, ce qui est rare. ».
Les œuvres de Jeanne Klein ont suscité de l’intérêt, auprès des amateurs d’art, dans des villes, à Limoges, ou en d’autres villes, parfois modestes, du Limousin ; on retrouve ainsi, dans des collections privées, des ensembles d’œuvres, qui sont des toiles et des aquarelles de Jeanne Klein, ou d’Eugène Alluaud, dont le travail a été marqué par l’enseignement ou par l’influence de Charles Bichet.

## Ses expositions
Quelques-unes des expositions auxquelles a participé Jeanne Klein, à Limoges, ou à Paris :
- 1912. Exposition collective, à Limoges, à la Galerie Dalpayrat, avec des œuvres de Charles Bichet, de Léon Jouhaud, de Jeanne Klein[5].
- 1928. Exposition personnelle, chez l’artiste, 12, rue d’Antony, à Limoges[6].
- 1931. Exposition collective du « Sylve », « Les Arts en Limousin », à Paris, Galerie d’Art du « Bûcheron »[7].
- 1931. Exposition personnelle, à Limoges, à la Galerie-librairie Landaud[8].

## Ses œuvres
Quelques œuvres de Jeanne Klein :
- « Toits enneigés ». Musée des Beaux-Arts de Limoges.
- « Vases fleuries ». Collection privée.
- « Masques ». Collection privée.
- « Nature morte » (pichet et bol de cerises). Collection privée.

## Galerie

Œuvres de Jeanne Klein
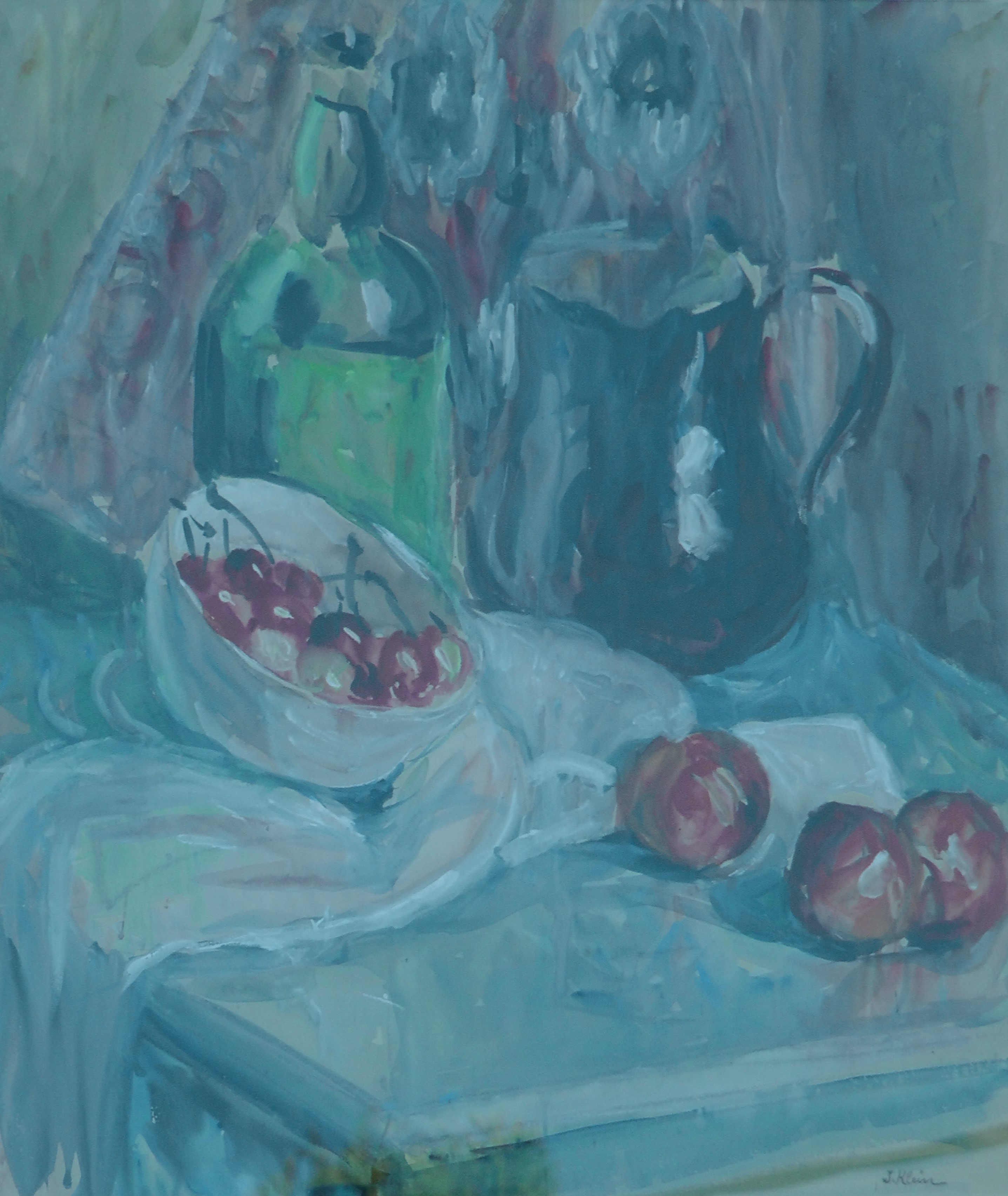
« Nature morte », aquarelle, 55x46 cm. Collection privée.